# Киевская крепость

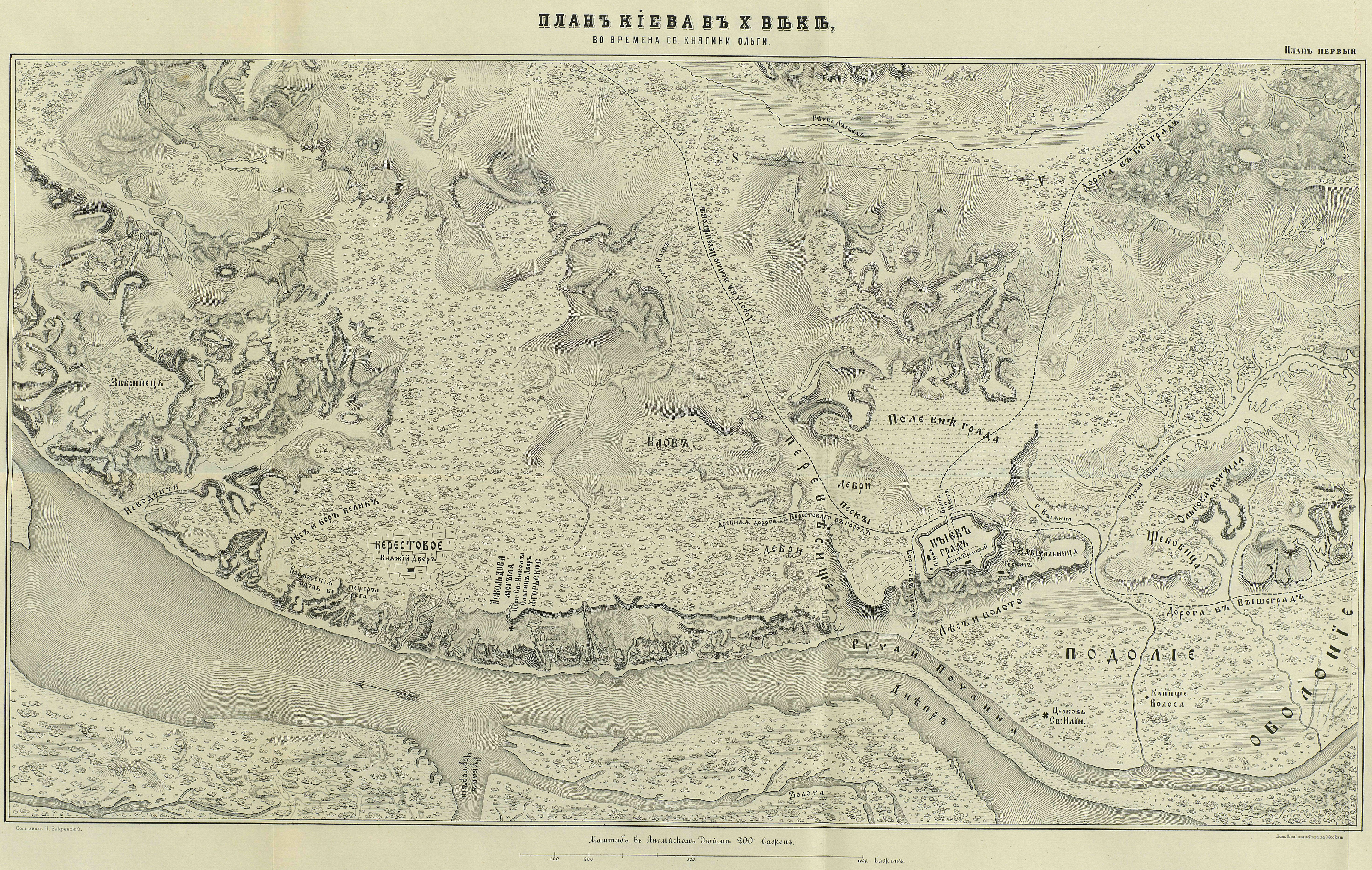
План Киева в X веке (во времена княгини Ольги), Н. В. Закревский, «Описание Киева». — Москва, 1868. Т.2.

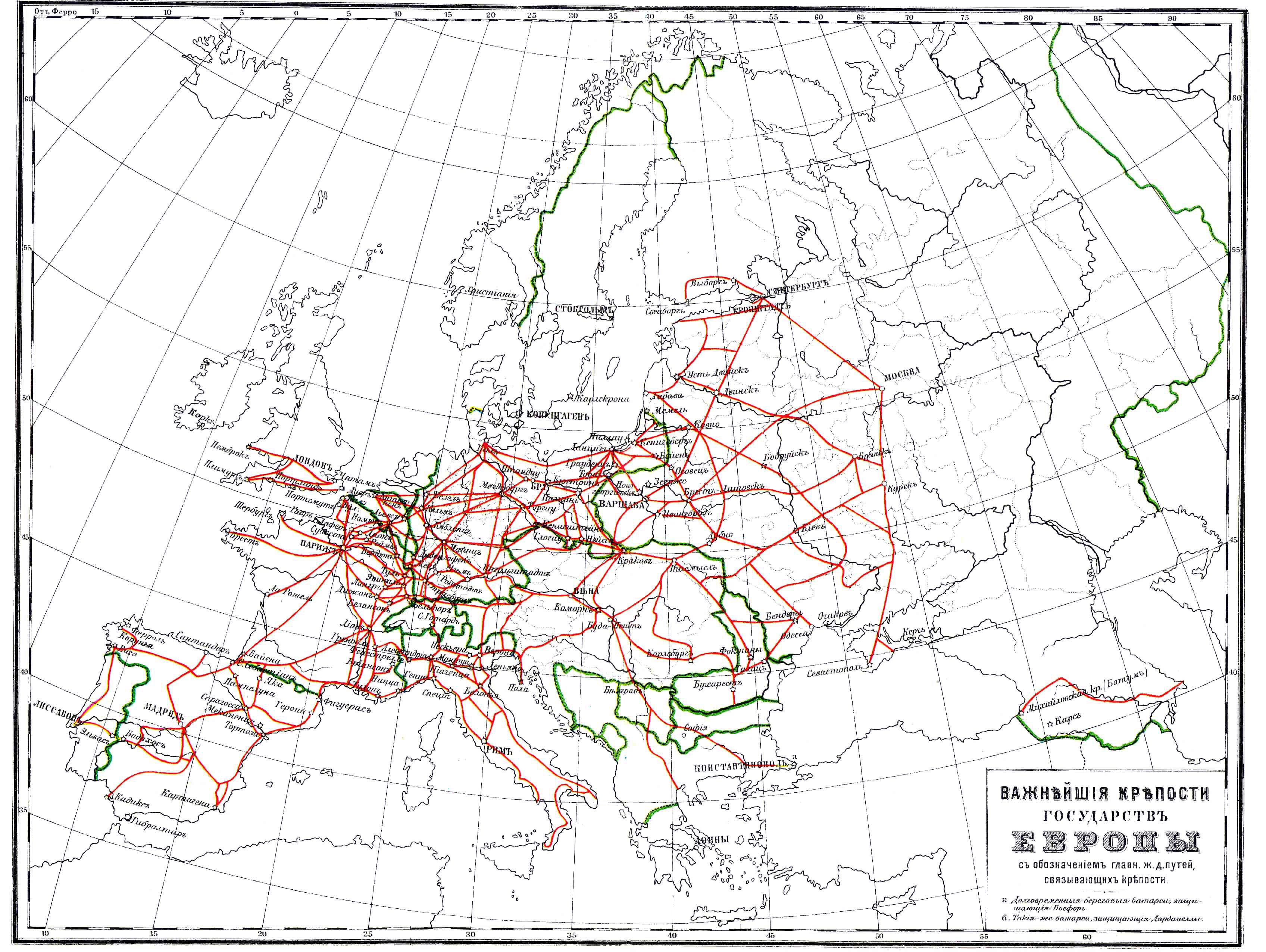
Важнейшие крепости и пути сообщений государств Европы, ЭСБЕ.

Киевская крепость, Киево-Печерская крепость или Новая Печерская крепость (укр. Київська фортеця) — фортификационные сооружения (крепость 1-го класса) XIX века в губернском городе Киев, принадлежавшие к западнорусской линии укреплений Российской империи.
Крепость была предназначена для защиты территории Российской империи, в соответствии с планами обороны государства крепостным методом (линиями крепостей или опорными пунктами). Под Киевской крепостью стоит различать сооружение (укрепление) и формирование Русской императорской армии. С 1886 года крепость перечислена в 3-й класс, а 25 апреля 1897 года, с утратой стратегического значения для обороны преобразована в крепость-склад. Упразднена в 1918 году, а формирование расформировано.

## История
Киев, основанный по преданию в V веке по Рождеству Христову, при первом историческом князе Олеге был столичным городом Киевского княжества и всей Киевской Руси. По сказанию Нестора, столица княжества в IX веке была обнесена земляным валом, составлявшим сомкнутую ограду, длиной до 600 саженей, о том что вал был усилен ещё и деревянной оградой наверху, в точности неизвестно. 
Позже Ярослав Мудрый для более надёжной обороны сильно расстроившегося города, от нападений неприятеля, построил в 1037 году новую, уже каменную ограду, которая, прикрывая предместья Киева, примыкала своими оконечностями к старой земляной ограде. При Святополке II (1093 — 1113) ограда города была расширена постройкой нового вала, охватившего Михайловский монастырь. Во время владения городом князем Владимиром Ольгердовичем (в конце XIV века) на горе Киселевке был построен укреплённый замок. 
В период 1676 — 1680 годов, по случаю войны с Турцией, Старые киевские укрепления были исправлены гарнизонными стрельцами и городовыми казаками, в это же время был также наведён через Днепр судовой мост («на стругах и якорях»). В 1698 году по распоряжению гетмана И. Мазепы-Колединского была восстановлена каменная ограда Киево-Печерской лавры. 
4 июля 1706 года царь Пётр I приехал в Киев для смотра войск и подготовки крепости-города и древнейшего в России Пустынно-Никольского монастыря к обороне на случай шведской интервенции. Проведя рекогносцировку, он выбрал для крепости новое место размещения (в связи с разросшимся городом) в районе Киево-Печерского монастыря, обнесённого в 1698 — 1700 годах для защиты крепостными стенами с башнями. 15 августа 1706 года в присутствии царя и по его проекту была заложена Печерская крепость, которая после возведения войсками армии графа Шереметьева и запорожскими черкасами укреплений и крепостных сооружений была закончена в 1724 году и позже стала цитаделью Киевской крепости. Крепость стала самым укреплённым опорным пунктом на юге России. В 1722 году в Вооружённых силах империи была учреждена должность генерал-директора над всеми крепостями, подчинявшегося генерал-фельдцейхмейстеру. Магдебургское право города вызывало определённые сложности в содержании старой крепости, до момента выкупа Киева у поляков.
Во времена правления Екатерины II, в 1764 году было издано «Положение о Киевской арсенальной команде». В XVIII — XIX веках арсенал Киевской крепости обслуживает и ремонтирует вооружение, включая артиллерийское.
Шло время развивалось военное дело и Киевские крепостные сооружения более не удовлетворяли мерам по обороне города от врагов, в связи со значительным расширением границ города, разрушение валов под влиянием природного и человеческого (местная администрация способствовала их уничтожению и плохому содержанию) факторов.

«была совершенно запущена и едва выделялась из окружающих ее обывательских домов, ретраншементная линия, построенная еще гр. Минихом, осела, обросла травой, и рвы ее осыпались».— Исследователь Д. Меньшов, Киево-Печерская крепость в 1810 году.
В связи с осложнением международной обстановки в мире, 7 марта 1810 года, император Александр I издал приказ, в котором указывалось следующее: «укрепление Печерской горы передать в Инженерное ведомство и удерживать навсегда в исправности, вместе с крепостью»
После посещения Киева будущий император Николай I, поручил разработать генеральный план новой крепости, получивший наименование — Новая Печерская крепость, автором плана был выдающийся военный инженер, генерал-лейтенант Карл Опперман. После утверждения плана, в марте 1830 года, под руководством генерал-лейтенанта О. О. Фреймана строительства началось возведением современных защитных сооружений, которое продолжалось в период 1831 — 1851 годов (некоторые укрепления достраивались до 1872 года, построен дополнительный форт на Лысой горе). В 1860 — 1880-е годы построили сапёрный лагерь, сапёрное шоссе, армейский лагерь на Сырце, военно-окружной суд. Построены линии городской железной дороги (1906 год) и трамвайная ветка (1915 год), расширены городские улицы, сооружено братское военное кладбище (1915 год). С 1886 года крепость перечислена в 3-й класс, 25 апреля 1897 года, с утратой стратегическое значения — в крепость-склад. Упразднена в 1918 году. 

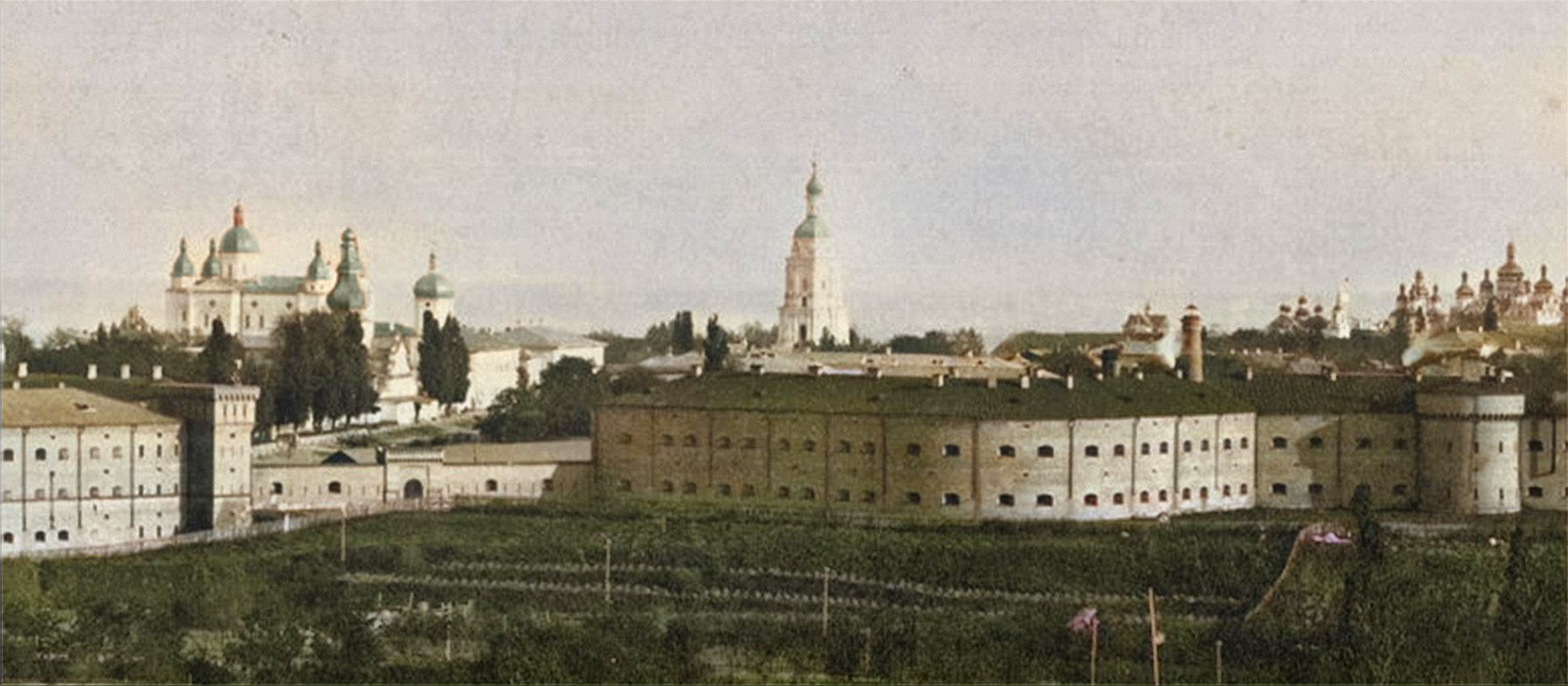
Панорама Арсенала, 1900-е годы.

Киевская крепость была построена в Печерском районе под названием Новая Печерская крепость. Старая и Новая Печерские крепости, стали составлять комплекс Киевской крепости. Сегодня некоторые здания и сооружения восстановлены и содержат музей Киевской крепости, некоторые до сих пор используются как военные склады либо коммерческими предприятиями. Потеряв стратегическое значение в конце XIX века, Киевская крепость использовалась для нужд армии (штабы, склады, казармы), а также как место заключения для преступников.
Историко-архитектурный памятник (ныне памятник-музей) «Киевская крепость» основан в 1927 году как филиал Музея истории Киева. Основной фонд музея составляет 17 тысяч экспонатов. Составная часть госпитального укрепления Киевской крепости — Косой капонир — построен в 1844 году как оборонительное сооружение Госпитального укрепления в системе Новой Печерской крепости.
Также в состав Киевской крепости входил Лысогорский форт, сооруженный в 1872 году по проекту Э. И. Тотлебена. Лысогорский форт — сложная система бастионов, равелинов, люнетов. В настоящее время многое разрушено для жилищного строительства.

## Коменданты
- 1890 — 1899 — генерал-лейтенант А. В. Аносов
- 1908 — 1910 — полковник, генерал-майор П. В. Медер

## Характеристика
Характеристика крепости:

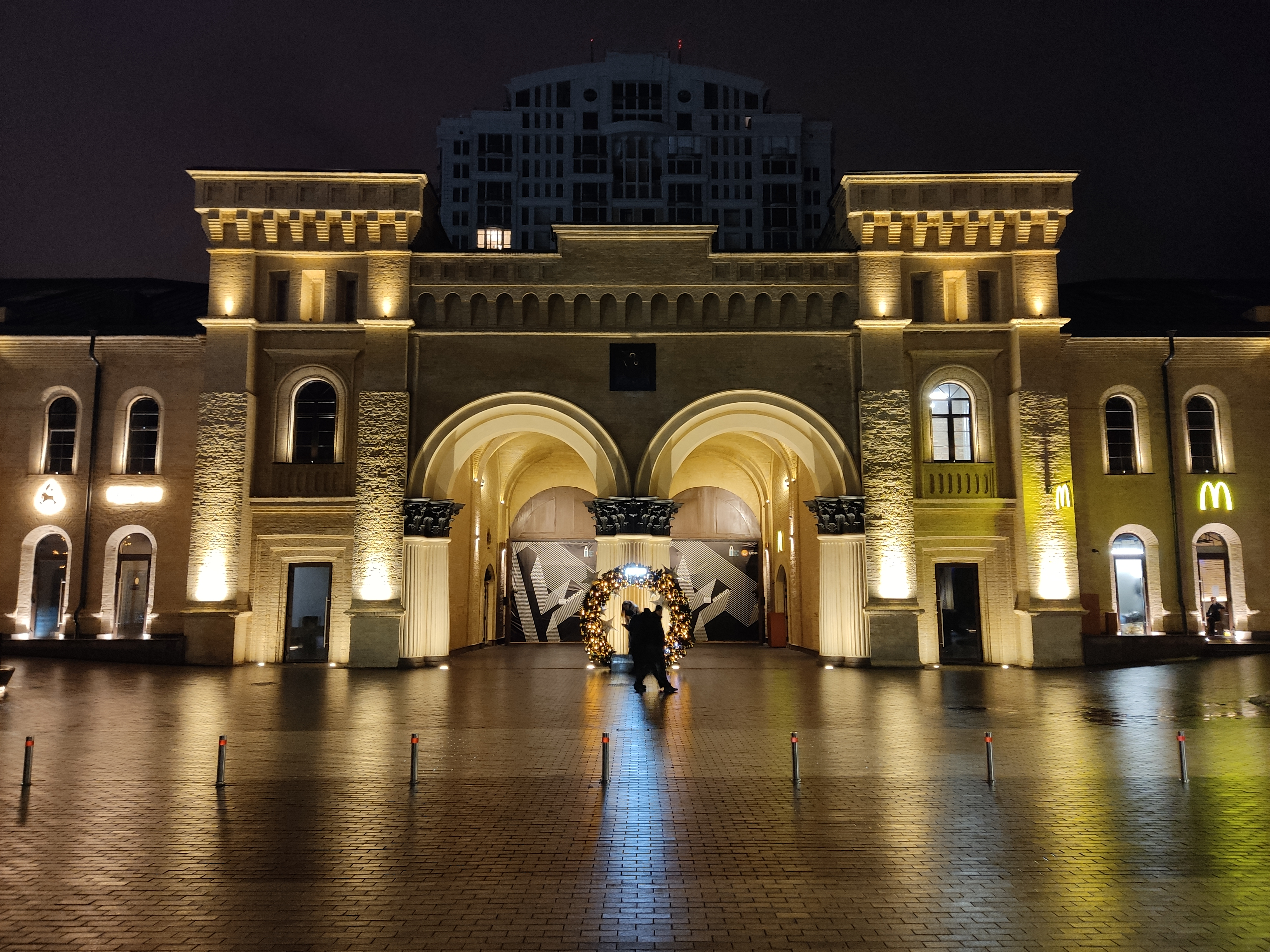
Никольские ворота на Арсенальной площади

- была рассчитана на 1 180 орудий и 3 833 ружей (по количеству амбразур);
- пороховые склады содержали 45 000 пудов пороха (737,1 тонн);
- артиллерийский арсенал включал оружие на 100 000 военнослужащих;
- казематов (оборонных) было 1 021 единиц;
- постоянный гарнизон составлял 7 093 человека личного состава;
- госпиталь рассчитан на 1 500 человек личного состава;
- за период строительства крепости было снесено 1 180 домов и сооружений, которые мешали эспланаде (неприятель не мог подойти незамеченным и пространство простреливалось);
- продовольственные склады содержали годовой запас провианта на 20 000 человек.

## Состав

### Сооружение

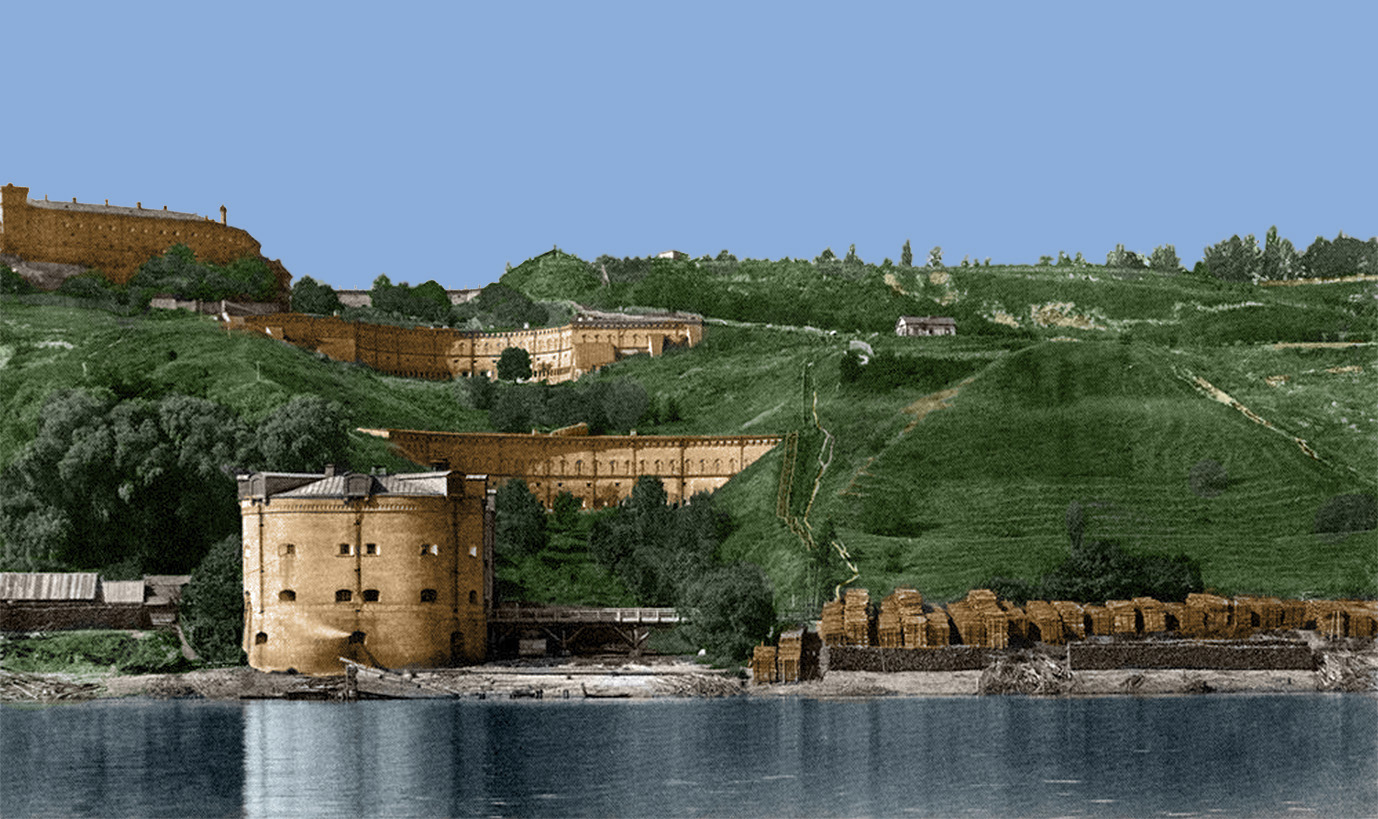
Подольские, Никольские врата и Верхние и Нижние полукруглые валы крепости, 1892

В состав сооружения входили:
- Киево-Печерская цитадель;
- Арсенал;
- Госпиталь;
- Форт Лысая гора.
- и другие.

### Формирование
В состав формирования, в различный период времени, входили:
Комендантское управление:
- крепостной штаб (плац-майор, плац-адъютант и майор от ворот):
  - отделения: комендантское, инспекторское и генерального штаба;
- крепостные управления:
  - инженерное;
    - отделы: инспекторский, техническо-хозяйственный и искусственный;

  - артиллерийское (крепостной артиллерии);
    - отделы: личного состава и общего управления артиллерийскими частями крепости, хозяйства крепостного артиллерийского вооружения, учебно-технический и мобилизационный.

  - интендантское;
  - военно-санитарное, при крепостном штабе состояли крепостной священник с причтом, крепостная жандармская команда и крепостная пожарная команда;
  - хозяйственный комитет.

В 1846 году численность крепостного гарнизона для обороны крепости определялась в 16 700 человек личного состава. Нормальное вооружение — 670 орудий.

## Изображения

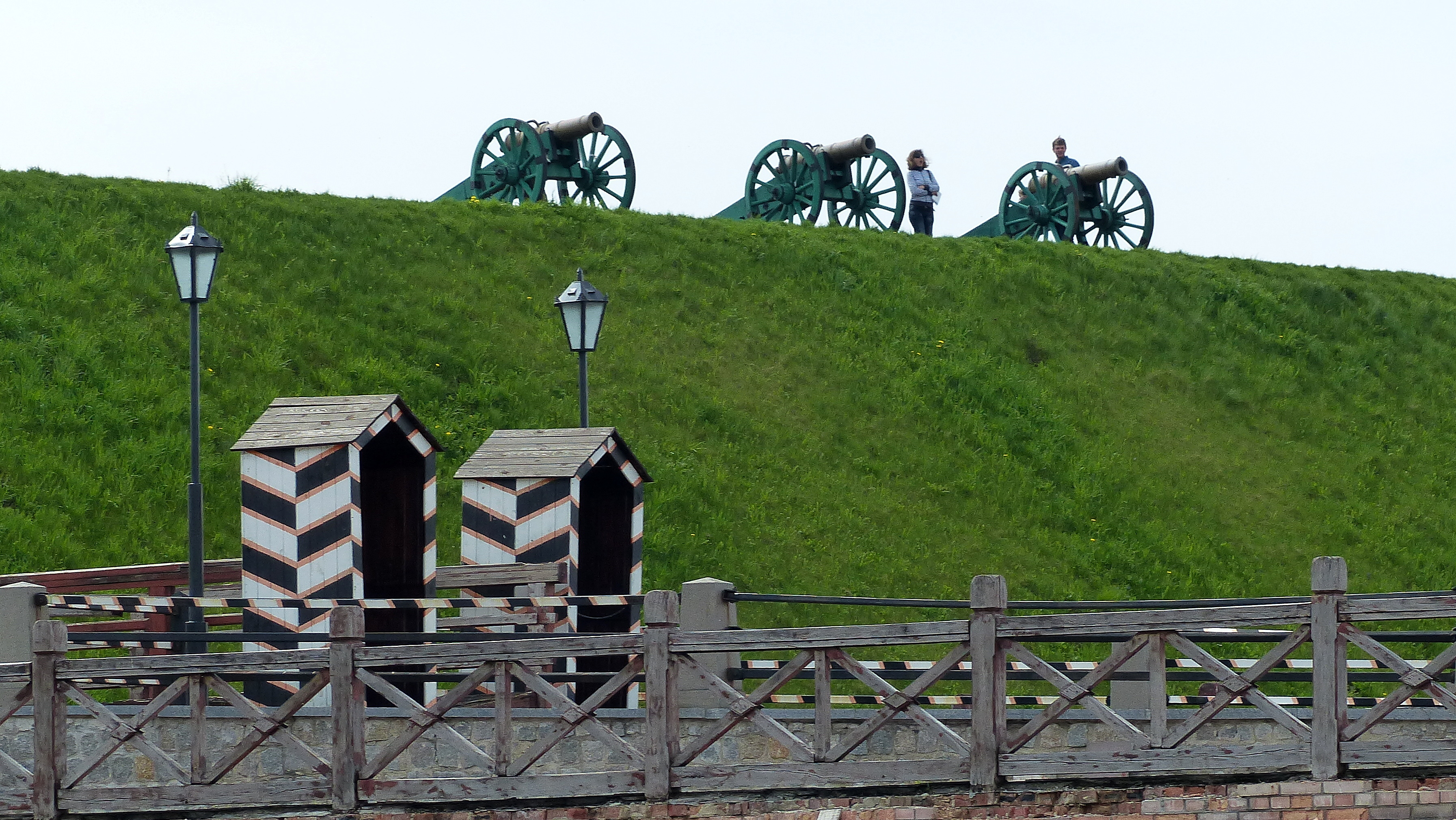
Пушки на валу второго полигона Госпитального укрепления Киевской крепости
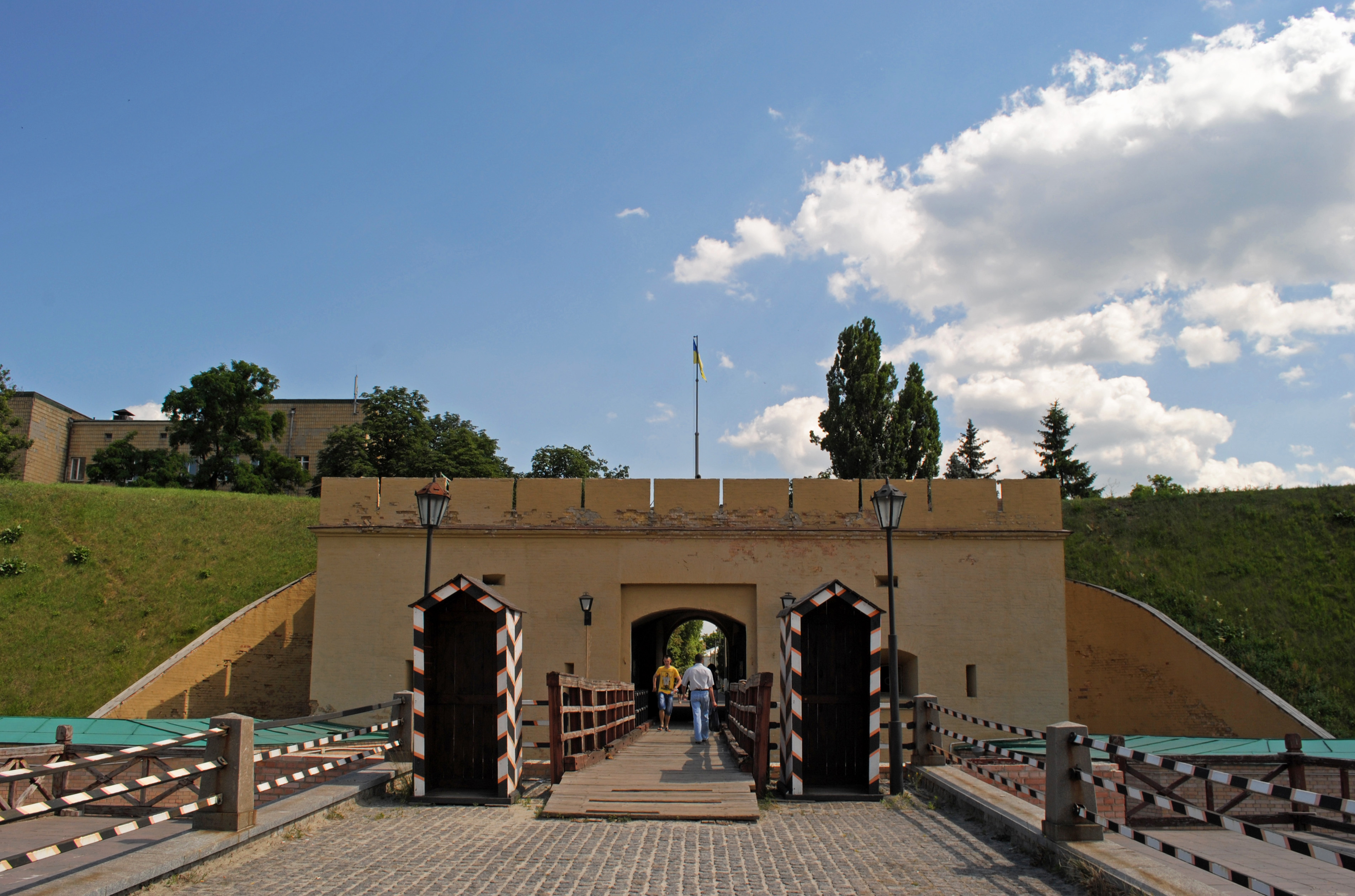
Главные ворота Госпитального укрепления Киевской крепости
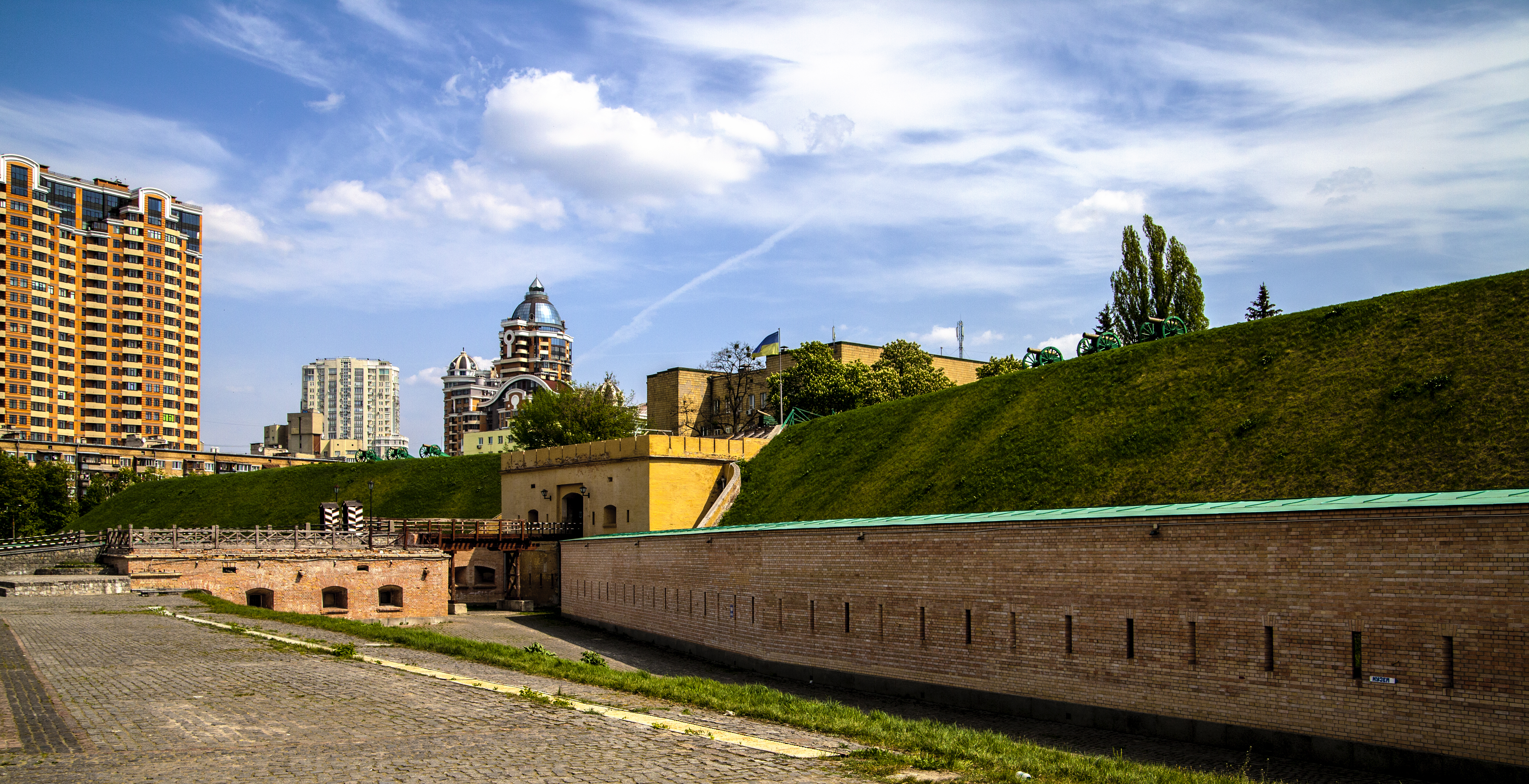
Вал и Главные ворота Госпитального укрепления Киевской крепости (вид с запада)
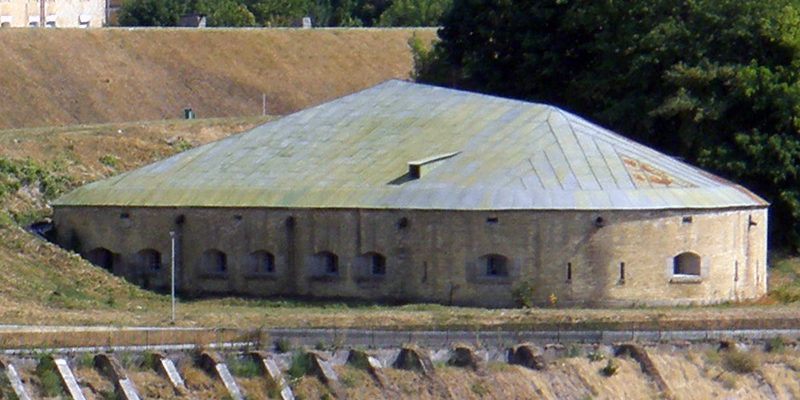
Косой капонир Киевской крепости
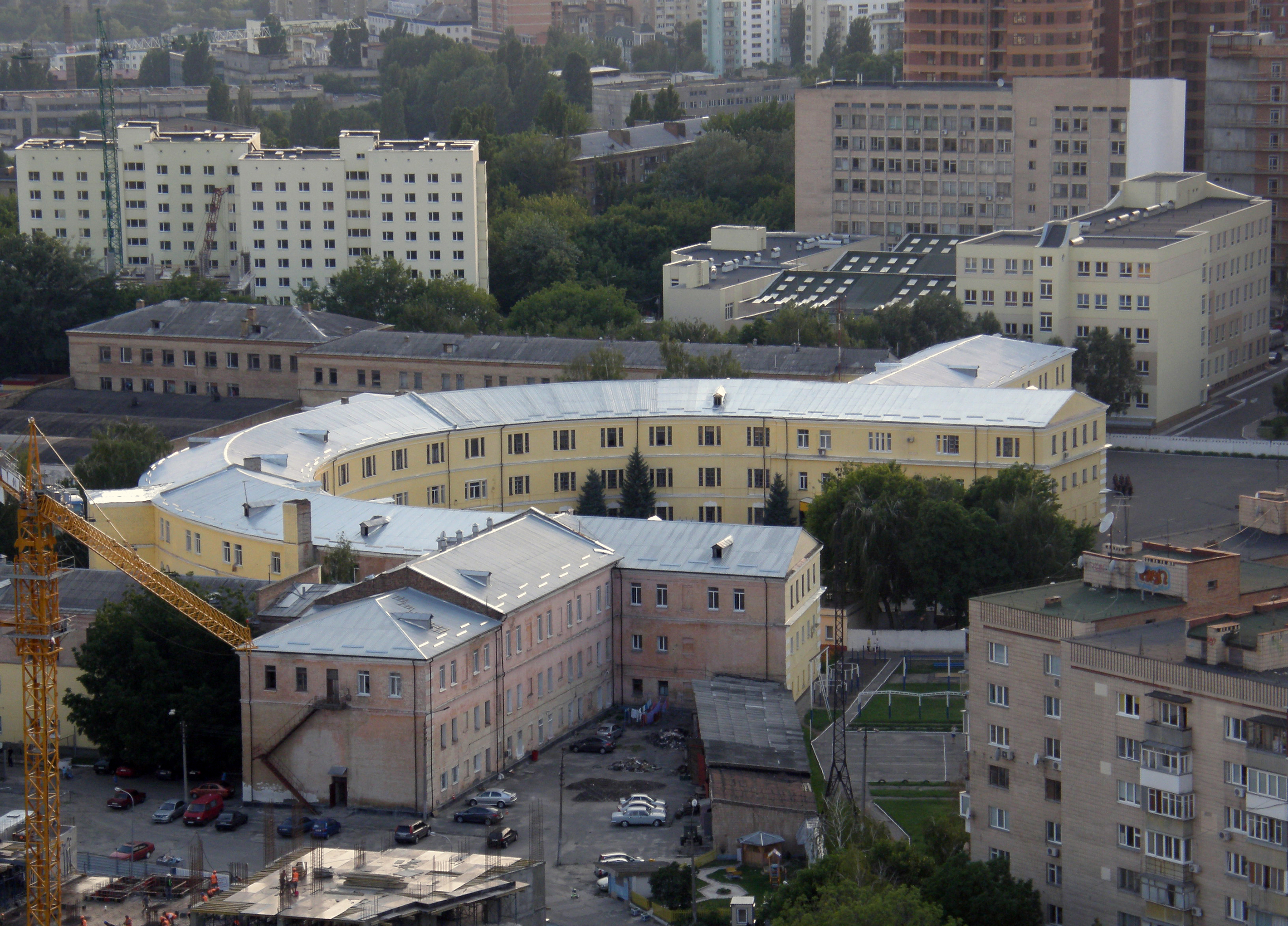
Башня №1 (редюит) Васильковского укрепления
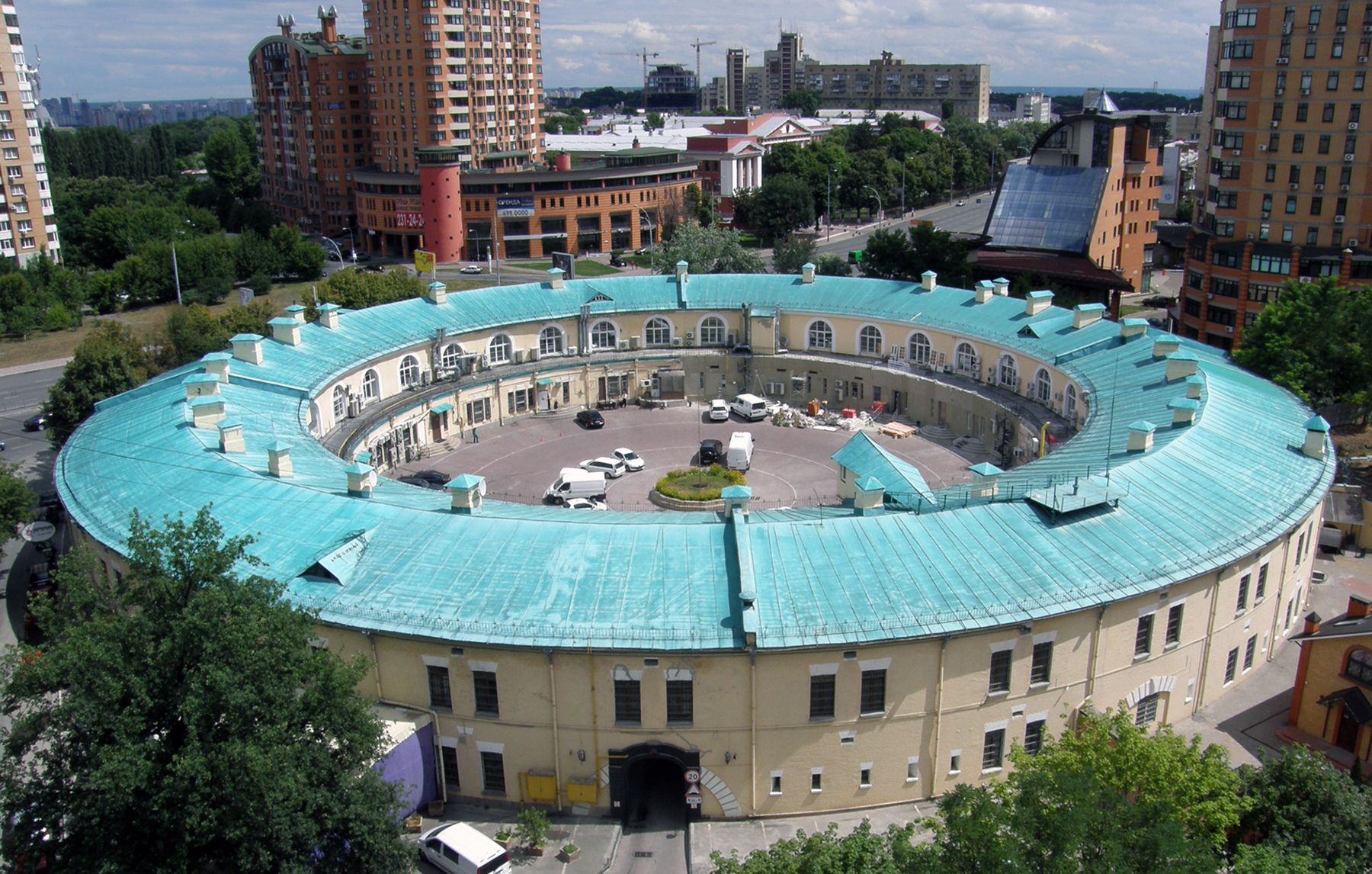
Круглая башня (№ 2) Васильковского укрепления
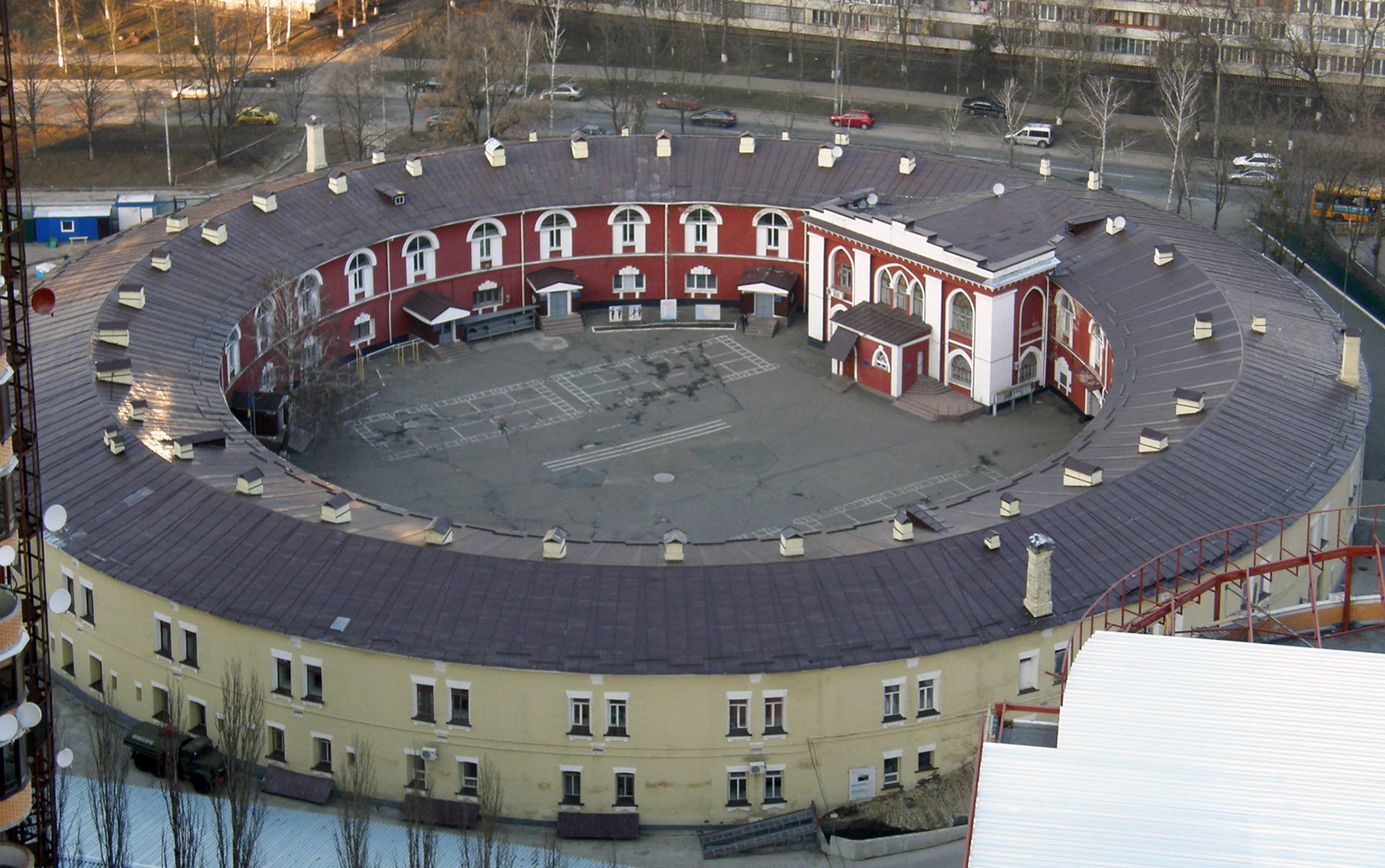
Башня № 3 (Прозоровская)
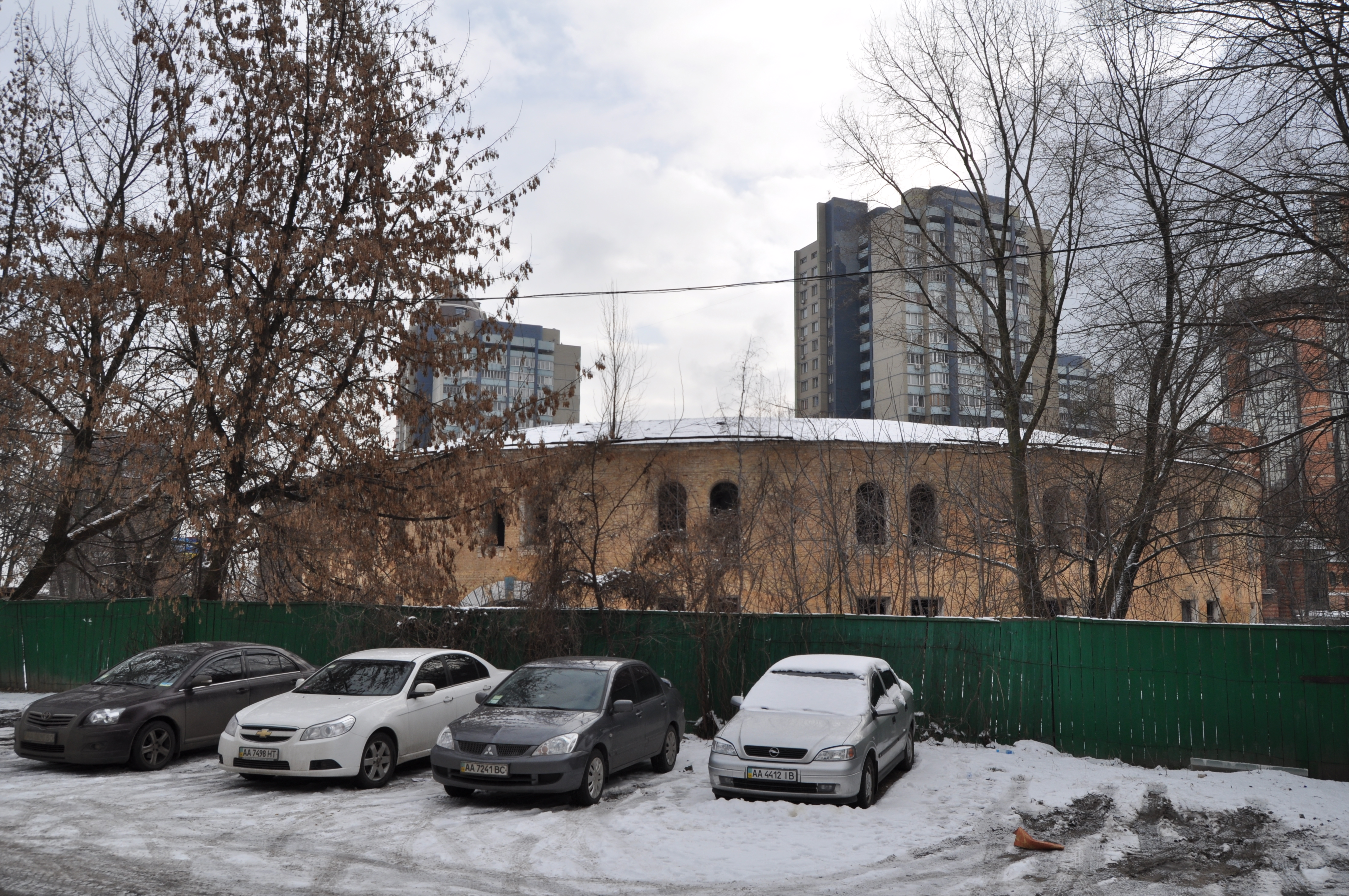
Башня № 4 (Наводницкая)
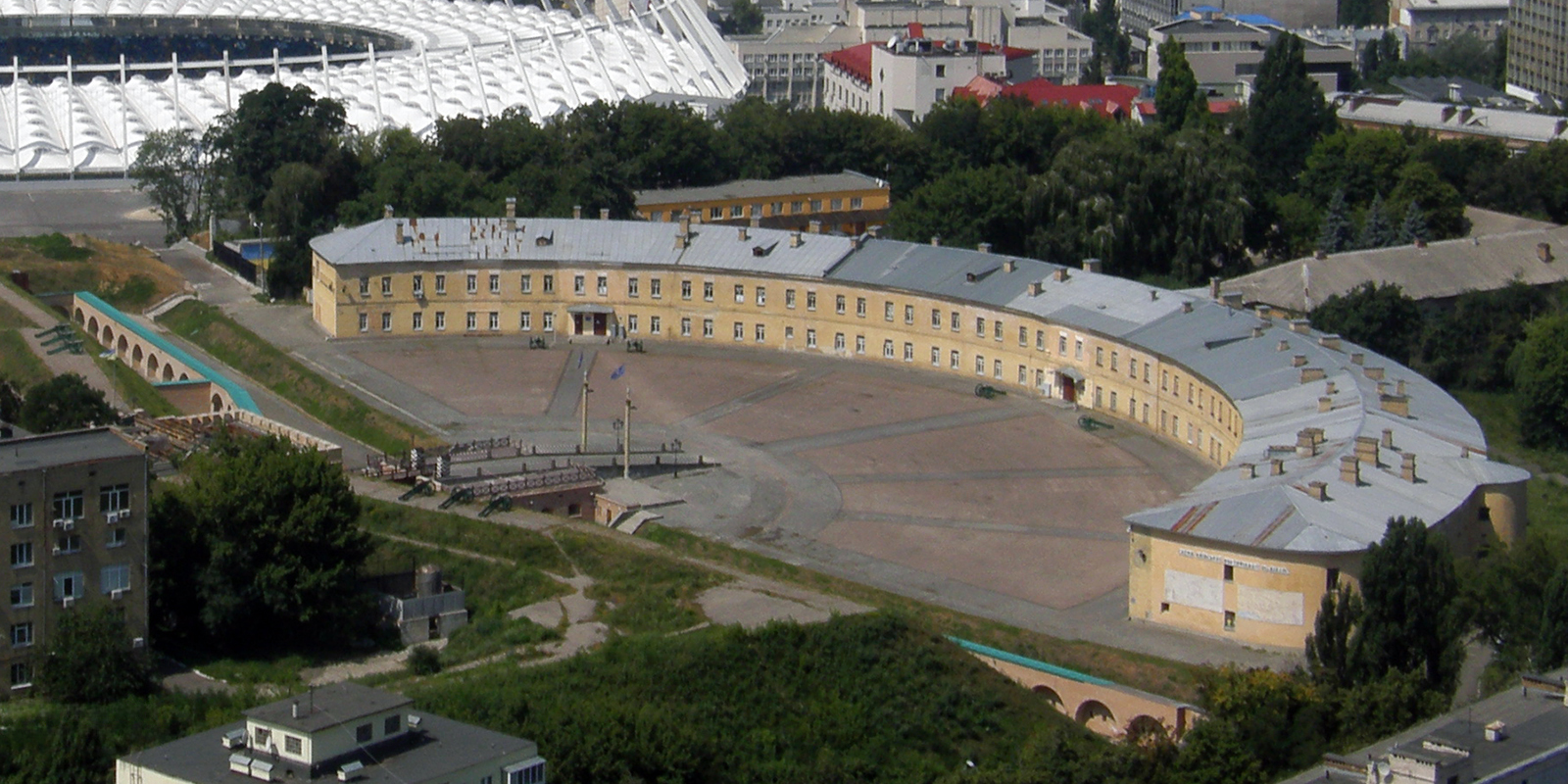
Плац и мост перед Главными воротами Госпитального укрепления
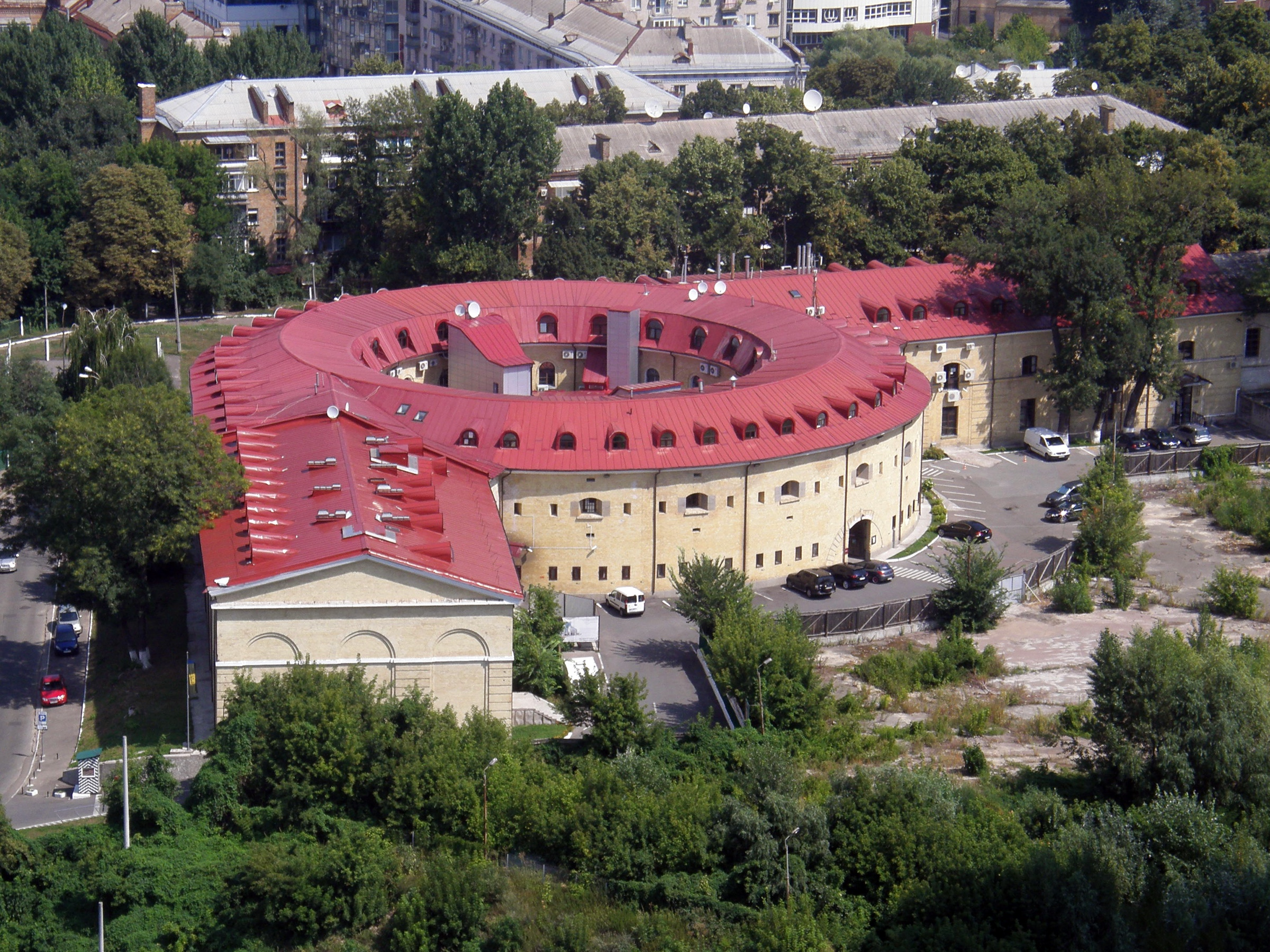
Башня № 5
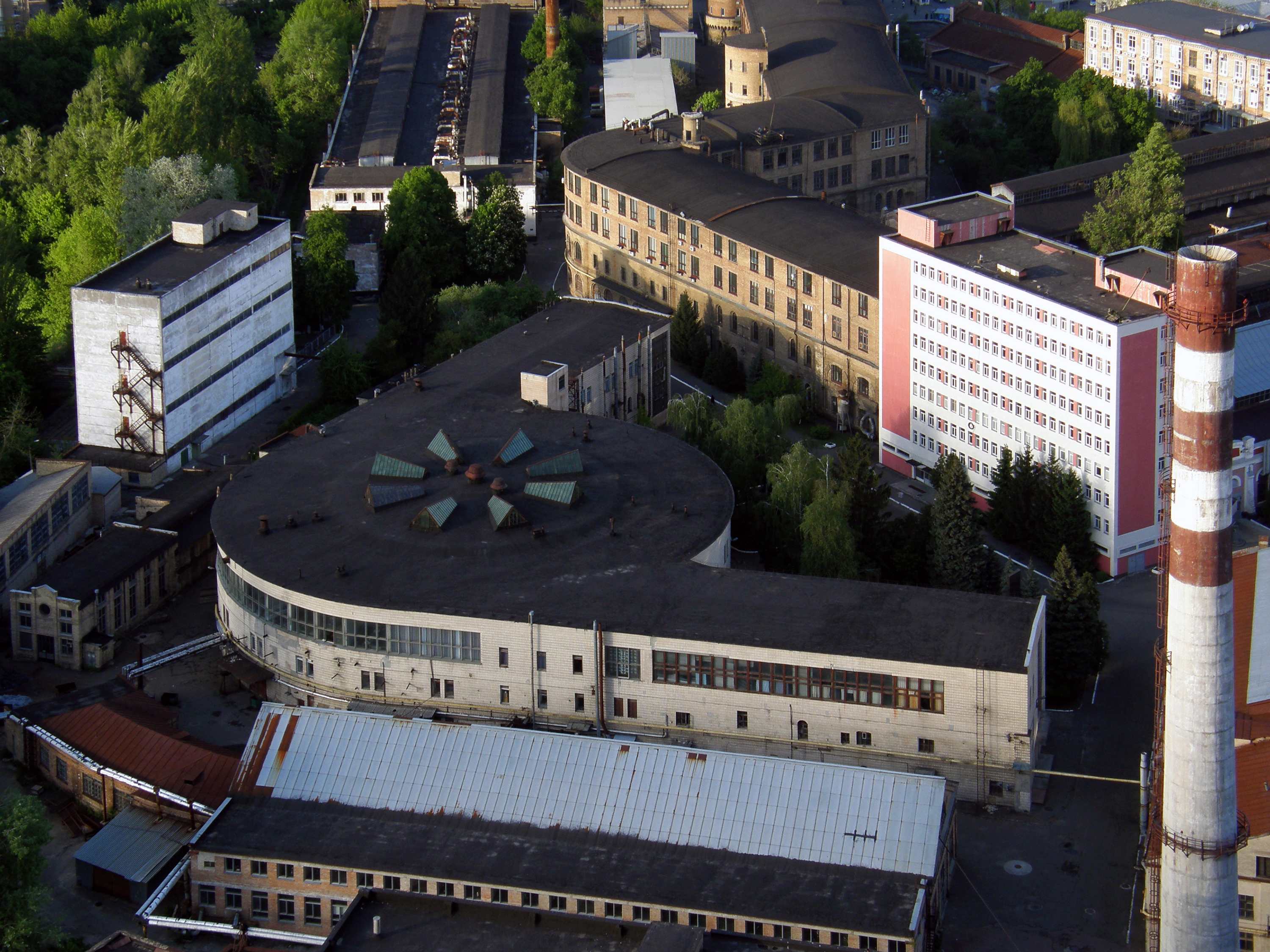
Башня № 6